# Chapelle Notre-Dame-du-Remède de Millas
La chapelle Notre-Dame-du-Remède de Millas (en catalan : Mare de Déu del Remei de Millars) est un édifice religieux ruiné et ancien ermitage situé à Millas, dans le département français des Pyrénées-Orientales, en région Occitanie.

## Description
La chapelle se situe au nord-ouest du village de Millas, en hauteur, isolée au sein des vignes. L'édifice est fortement ruiné, seuls les bases des murs restent debout. Un oratoire en briques a été construit à proximité des ruines.

## Histoire
Placée à côté de sources minérales ferrugineuses, elle est à l'origine d'un pèlerinage le 8 septembre, lors duquel le péage du pont était suspendu,. Abandonnée en 1793 lors de la Révolution française, elle n'a pas été restaurée, et est lentement tombée en ruines depuis. La statue de Notre-Dame-du-Remède qui y trônait a été transférée d'abord à la chapelle Notre-Dame de Força Réal en 1822, puis à l'église Sainte-Eulalie de Millas.